# Ratolí llistat
Els ratolins llistats (Sicista) són un gènere de rosegadors de la família dels esmíntids. A diferència d'altres dipodoïdeus, no tenen potes posteriors grosses. Totes les espècies tenen una cua de 6,5-11 cm i pesen 6-14 g. El cos mesura 5-9 cm. El pelatge dorsal va del marró clar o fosc fins al groc marronós, mentre que el pelatge ventral és una mica més pàl·lid però també marronós. Ocupen una gran varietat d'hàbitats.